# パペ・シェイク・ディオプ
パペ・シェイク・ディオプ・ゲイエ（Pape Cheikh Diop Gueye 、1997年8月8日 - ）は、セネガル・ダカール州・ゲジャワイ出身のプロサッカー選手。エルチェCF所属。ポジションはMF。

## 経歴

### 生い立ち
セネガルの首都ダカールで生まれ、14歳の時にスペインに移住。

### クラブ
セルタ・デ・ビーゴのカンテラで育成され、2015年12月12日のRCDエスパニョール戦でトップチームデビュー。2016年11月27日のグラナダCF戦でプロ初ゴール。
2017年8月29日、オリンピック・リヨンと5年契約を結んだ。移籍金は1000万ユーロで、活躍次第で400万ユーロが上乗せされる。
2019年8月15日、買取オプション付きのローン移籍で、古巣のセルタに復帰した。
2020年8月5日、ディジョンFCOへ買取オプション付きのローン移籍。22日のアンジェSCO戦でデビューした。
2022年6月29日、ギリシャ・スーパーリーグのアリス・テッサロニキに2年契約で加入した
2023年2月14日、エルチェCFにシーズン終了までの契約で加入した。

### 代表
ダカール生まれであるが、年代別のスペイン代表歴がある。2020年10月日、モロッコ代表との親善試合でセネガル代表として初出場した。

## 所属クラブ
ユース
- モンタニェロスCF 2012-2013
- セルタ・デ・ビーゴ 2013-2015

プロ
- セルタ・デ・ビーゴB 2014-2016
- セルタ・デ・ビーゴ 2015-2017
- オリンピック・リヨンB 2017
- オリンピック・リヨン 2017-
  - セルタ・デ・ビーゴ 2019-2020 (loan)
  - ディジョンFCO 2020-2021 (loan)

## 代表歴
- U-18スペイン代表
- U-19スペイン代表
  - UEFA U-19欧州選手権2015
- U-21スペイン代表